# Domicílio Conjugal
Domicile conjugal (no Brasil e em Portugal, Domicílio Conjugal) é um filme franco-italiano de 1970, dirigido por François Truffaut.

## Sinopse
Antoine Doinel casou-se com Christine Darbon, que dá aulas de violino. Antoine tinge flores no pátio do prédio onde vivem. Entre os seus vizinhos contam-se um cantor de ópera e a sua esposa, um recluso voluntário, um criada apaixonada por ele e um homem misterioso apelidado "o estrangulador". Antoine muda de profissão e é contratado por uma empresa norte-americana. Christine espera uma criança que se chamará Alphonse. Antoine conhece Kyoko, uma bela japonesa, com quem tem uma aventura. Sentindo-se apaixonada, a jovem lhe envia umas flores acompanhadas de uma declaração de amor. As tais flores são recebidas por Christine que, assim, descobre estar sendo traída pelo marido. Como conseqüência, Antoine se vê obrigado a sair de casa e passa a viver num quarto de hotel. Com o passar do tempo, a relação com Kyoko vai-se desgastando. Por várias vezes, ele tenta voltar para sua esposa, mas esta não concorda, muito embora no fundo ela continue a amá-lo. As constantes visitas ao seu filho Alphonse, no entanto, vão amolecendo o coração de Christine, de modo que os dois terminam se acertando.

## Elenco
- Jean-Pierre Léaud .... Antoine Doinel
- Claude Jade .... Christine Darbon
- Hiroko Berghauer .... Kyoko
- Barbara Laage .... Monique
- Danièle Girard .... Ginette
- Daniel Ceccaldi .... Monsieur Darbon
- Claire Duhamel .... Madame Darbon
- Daniel Boulanger .... tenor
- Silvana Blasi .... Silvana
- Pierre Maguelon .... amigo de Césarin
- Jacques Jouanneau .... Césarin
- Claude Véga .... o estrangulador
- Jacques Rispal .... Monsieur Desbois